# Jaume Mascaró Pons
Jaume Mascaró Pons (Ciutadella, 1942) és un antropòleg i professor a la Facultat de Filosofia de la Universitat de Barcelona des de 1978 fins a 2008, on ha desenvolupat la seva tasca docent i d'investigació en els camps de l'Antropologia filosòfica i la Filosofia de la cultura. També ha impartit l'assignatura d'Antropologia del teatre a l'Institut del Teatre de Barcelona.
Mascaró és membre fundador de l'Institut Menorquí d'Estudis i coordinador dels volums d'antropologia de l'Enciclopèdia de Menorca i del volum 10 de l'enciclopèdia, Tradicionari, dedicat al concepte de cultura popular. Així mateix, ha participat en obres col·lectives com El diccionario histórico de la antropología española i ha publicat el llibre Paradoxes i metàfores: reflexions sobre teoria i arts escèniques, a més de nombrosos articles relacionats amb la cultura popular de Menorca, la comunicació no verbal i el teatre.
El 2007, el Consell Insular de Menorca li atorgà el Premi M. Lluïsa Serra Taula d'Or, per la seva feina en la promoció i defensa del patrimoni cultural de Menorca.

## Pensament
Segons Mascaró, l'antropologia filosòfica desplega la idea que la cultura humana és una derivació de la naturalesa o, dit d'una altra manera, entre natura i cultura no hi ha una ruptura ni un tall, sinó que la cultura és la manera com els humans desenvolupen la seva naturalesa. Per tant, hem estat construïts a partir d'una estructura biològica que exigeix el desplegament cultural com a forma necessària d'existència. Dit d'una manera més senzilla, estam programats per aprendre: els programes són biològics i els processos d'aprenentatge són socials
Des d'una perspectiva fenomenològica, l'estudi de Baruch Spinoza i Maurice Merleau-Ponty l'ha dut a aprofundir en la filosofia de la corporalitat i, concretament, a investigar el cos com a expressió, incloent tots els elements derivats de la biologia, la teoria de l'evolució i la neurociència, bo i reivindicant la unitat psicofísica del subjecte i, per tant, lluitant contra qualsevol plantejament dualista d'arrel metafísica que plantegi escissions del tipus cos-ànima i que pressuposi l'existència de realitats d'ordre divers.

## Cultura
Mascaró distingeix tres maneres d'entendre el que anomenam cultura. Hi ha una concepció de cultura humana lligada a la natura, que entén la cultura com una prolongació oberta de la natura. I hi ha una altra concepció de cultura que és la manera en què els grups humans aprenen a sobreviure i a produir pautes de comportament. Aquesta segona forma de cultura és la que estudien els antropòlegs socials com Marvin Harris, el qual defineix cultura com una manera de pensar, sentir i actuar pròpia d'una comunitat humana. I, finalment, hi ha una tercera concepció de cultura que l'entén com un fenomen individual, com la manera en què cadascú construeix la seva biografia, a partir dels aprenentatges personals i del contacte amb l'altra gent. Un antropòleg, si és filòsof, normalment se centra en l'estudi de la cultura d'espècie; si és un antropòleg cultural, s'interessarà per l'estudi dels grups humans; i si és psicoantropòleg, estudiarà la cultura individual. La gran qüestió que els antropòlegs han d'explicar és per què la gent pensa allò que pensa i, per tant, sent com sent i actua com actua. Necessitam donar una explicació a la polarització humana, explicar per què els humans unes vegades es comporten de manera tan bèstia i d'altres vegades ho fan amb gran generositat.
| «               | Moltes vegades les experiències no són més que xocs amb la realitat i els altres, que ens fan conscients de les nostres contradiccions i que ens obliguen a repensar allò que pensam. | » |
| — Jaume Mascaró | |   |